# Dumdum
Dumdum je naziv za vrsto krogle, ki se uporablja za puškovne naboje. Vrh krogle je križasto razsekan; ta lastnost povzroči, da se krogla ob dotiku s ciljem razleti in tako povzroči večje notranje poškodbe kot običajno.
Ta tip krogle je dobil ime po indijskem Dum Dum Arsenal blizu Kalkute, kjer so jih najprej izdelovali. Sodobno vojno pravo prepoveduje uporabo teh krogel.
Stotnik Neville Bertie-Clay je tako sprva zasnoval več različic razširjajočih krogel za kaliber .303 britanski, pri čemer je zasnoval krogle z mehko in votlo konico. To pa niso bile prve take krogle, saj so prve votle konice uporabljali že v sredini 70. let 19. stoletja za lov na manjše živali.
Za ta tip krogel se je nekaj časa uporabljal tudi izraz gobasta krogla.